# مایکل شفرز
 مایکل شفرز (انگلیسی: Maikel Scheffers؛ زادهٔ ۷ سپتامبر ۱۹۸۲) یک تنیس‌باز اهل هلند است. 